# Méfiance
La méfiance est une expression ou un comportement formel de non-confiance envers d'autres individus pour une raison quelconque. Celle-ci n'implique pas nécessairement une suspicion sérieuse ou une mauvaise foi. Cela peut survenir à n'importe quel moment lorsqu'un individu met ou remet en question sa confiance envers un ou plusieurs autres individus selon plusieurs cas et situations. En général, la méfiance survient lorsqu'une émotion parfois vive et souvent déplaisante est auparavant ou récemment ressentie. La méfiance peut être autant sociale, politique et même relationnelle. Également, lorsqu'une menace ou une tromperie est ressentie, un individu peut devenir méfiant (voire très suspicieux selon les conditions). La méfiance peut-être considérée comme un instinct de survie pouvant prévenir d'un danger. Proverbialement est cité « La méfiance est mère de sûreté ».
En psychiatrie, certains individus atteints de troubles de la personnalité (évitante, antisociale et paranoïaque) peuvent expérimenter une méfiance envahissante à l'égard des autres allant souvent à l'extrême. Dans ce cas, le sujet ne souhaite être approché par quiconque lui semblant menaçant.